# شانون ستيوارت (لاعب كرة قاعدة)
شانون ستيوارت (بالإنجليزية: Shannon Stewart)‏ هو لاعب كرة قاعدة أمريكي، ولد في 25 فبراير 1974 في سينسيناتي في الولايات المتحدة.

## وصلات خارجية
- شانون ستيوارت على موقع دوري كرة القاعدة الرئيسي (الإنجليزية)
- شانون ستيوارت على موقعبيزبول رفرنس.كوم (الدوري الرئيسي) (الإنجليزية)
- شانون ستيوارت على موقع إي إس بي إن.كوم (أم.أل.بي) (الإنجليزية)
- شانون ستيوارت على موقع مشجعي الرسوم البيانية (الإنجليزية)